# Louis de Bonnechose
Louis Charles de Bonnechose, dit Charles de Boisnormand, né à Nimègue en 1811 et mort à Montaigu en 1832, est un page de Charles X, figure tragique et romanesque de l'insurrection vendéenne de 1832.

## Enfance et jeunesse
Louis de Bonnechose est né le 17 avril 1811 à Nimègue. Son père le chevalier Louis-Gaston de Bonnechose, ancien page de Louis XVI, lieutenant-colonel émigré en Hollande sous la Terreur, y est alors sous-préfet de l'Empire. Sa mère, Sara Maria Schas, fille d'un régent de Rotterdam, est calviniste et descend d'une vieille famille hollandaise.
Louis est le plus jeune de quatre garçons. Son frère aîné, Henri, deviendra cardinal archevêque de Rouen. Le second, Emile, sera écrivain et historien, bibliothécaire royal. Un autre frère, Alfred, mourra à l'adolescence.
En 1814 la famille se replie en France dans la foulée des armées napoléoniennes vaincues en Russie. Elle réside brièvement à Passy, puis à Versailles pendant les Cent Jours, ensuite plus durablement à Yvetot où Louis-Gaston est nommé sous-préfet de 1815 à 1824. Elle s'établit enfin à nouveau à Versailles, où Louis-Gaston est secrétaire général de la préfecture de Seine-et-Oise.

Les études de Louis de Bonnechose se passent d'abord à la maison. Il a peu d'application aux disciplines classiques : « Bayard et Dunois n'en savaient pas tant ! », déclare-t-il. La musique et le dessin l'intéressent plus, et il excelle dans les exercices physiques. Il se passionne surtout pour le Moyen Âge et la chevalerie, au point que plus tard ses camarades le surnommeront « Moyen Âge ».

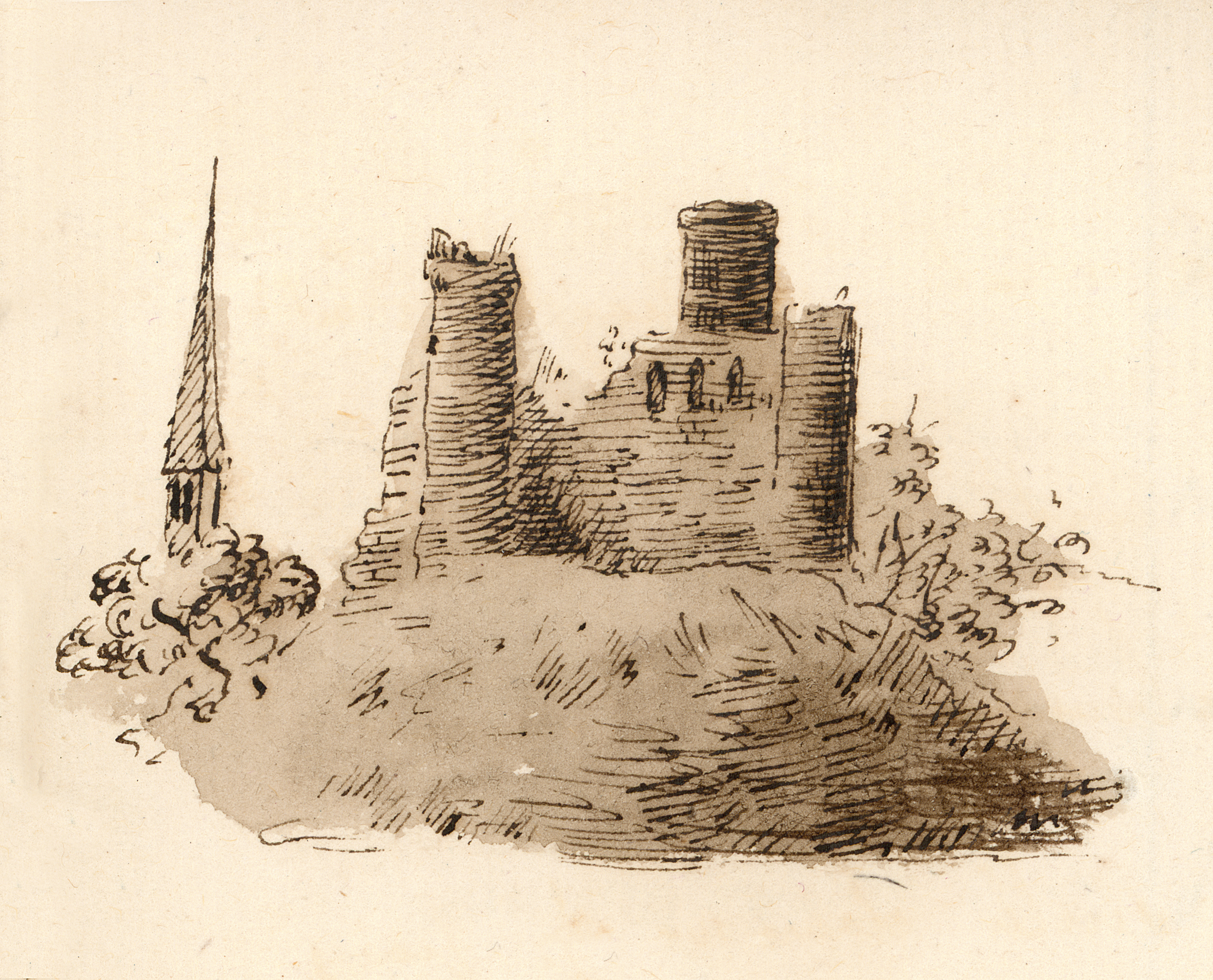
Château d'Harcourt à Lillebonne - Dessin Louis de Bonnechose (voyage en Normandie, 1828)
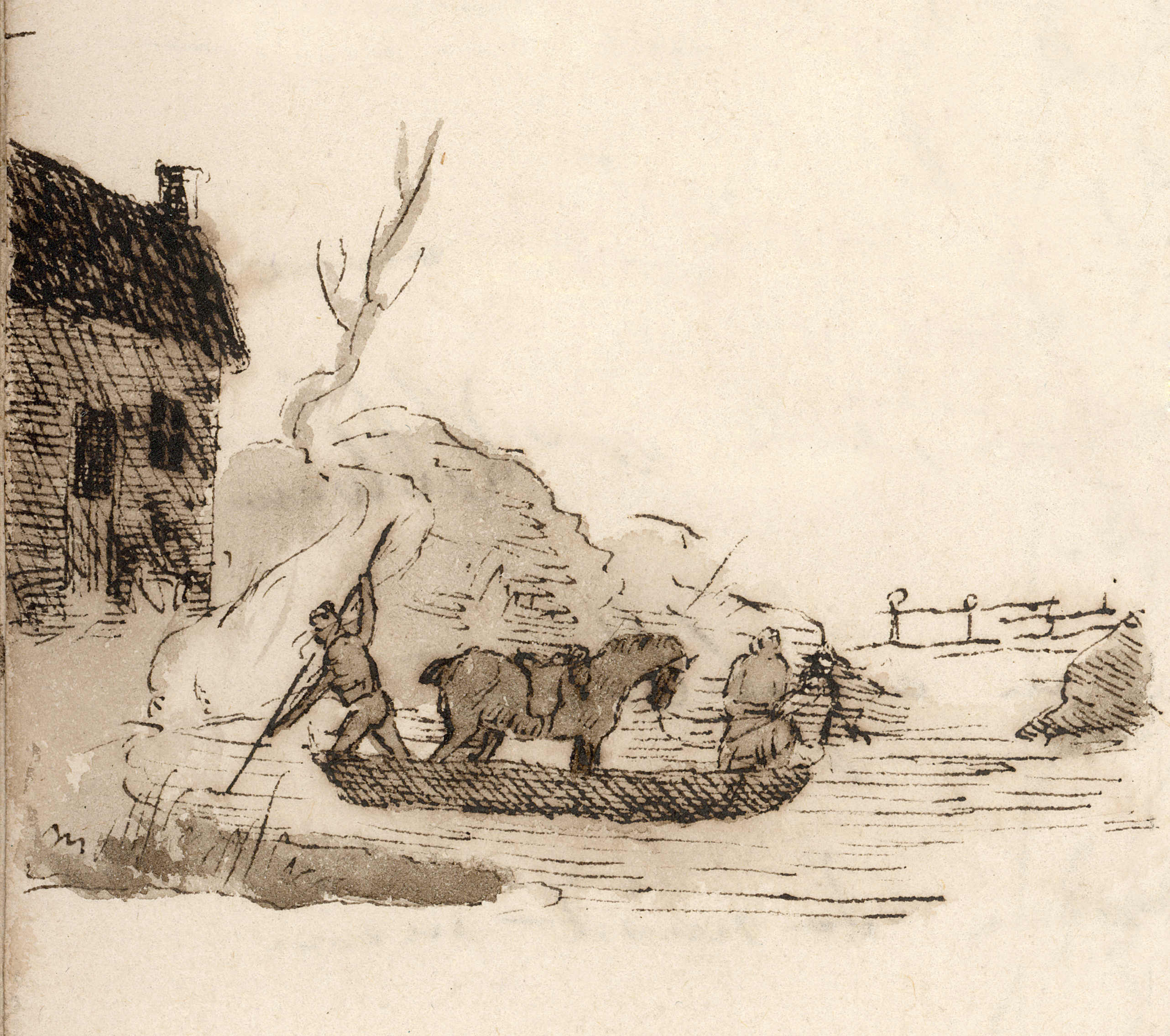
Bac sur la Risle à Foulbec en 1828
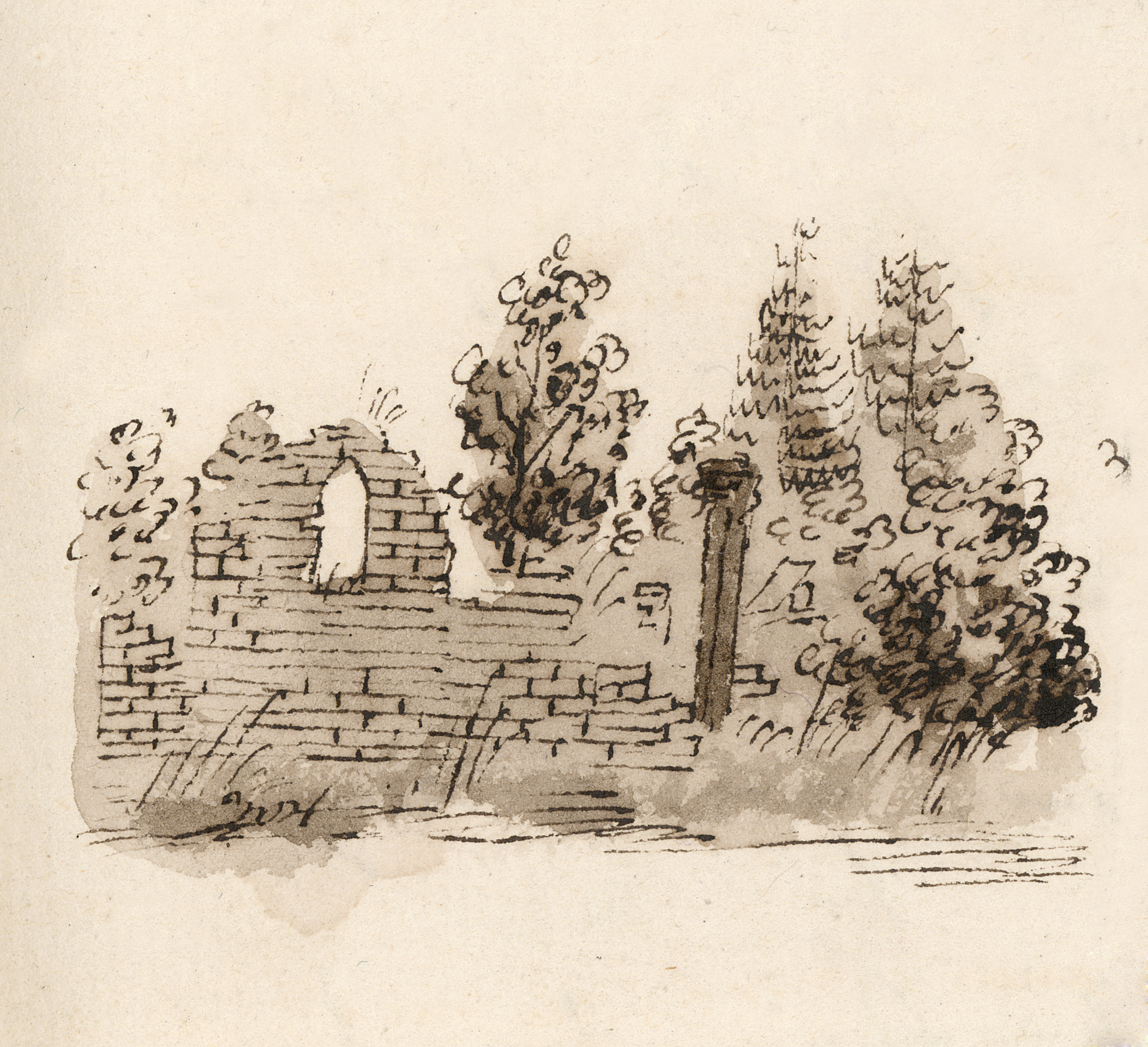
Ruines de l'abbaye de Pental en 1828
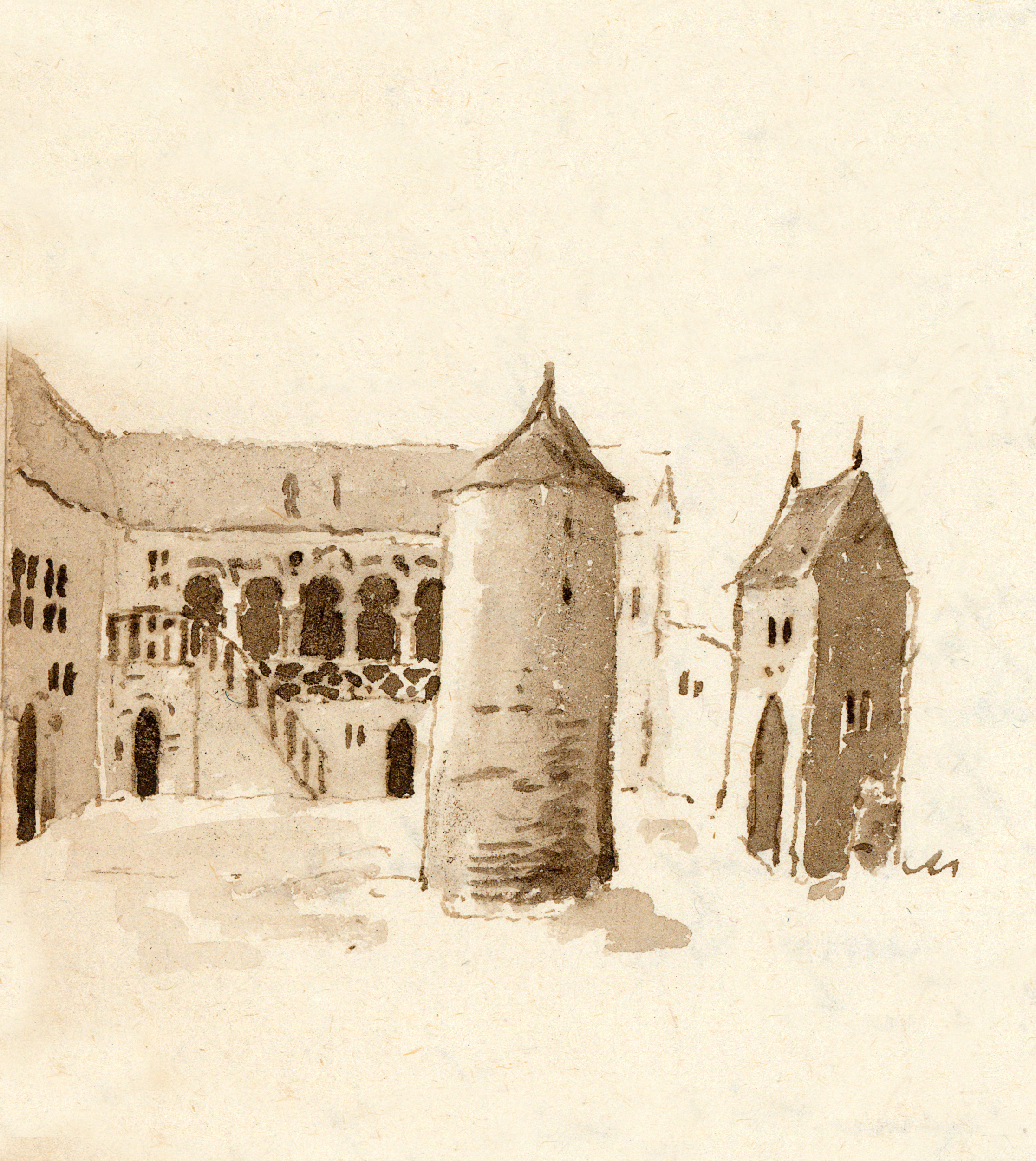
Manoir d'Ango en 1829
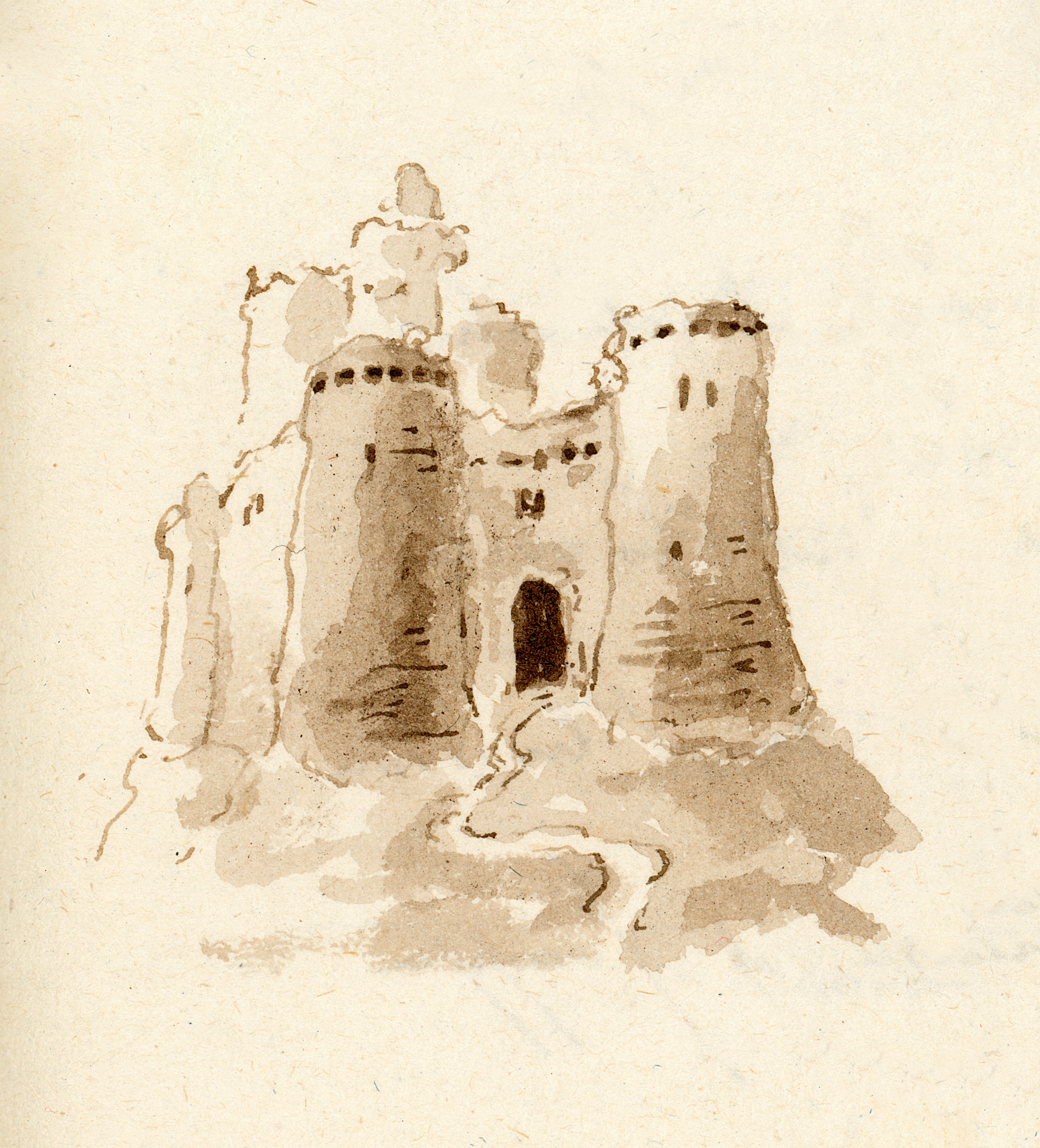
Château d'Arques-la-Bataille en 1829
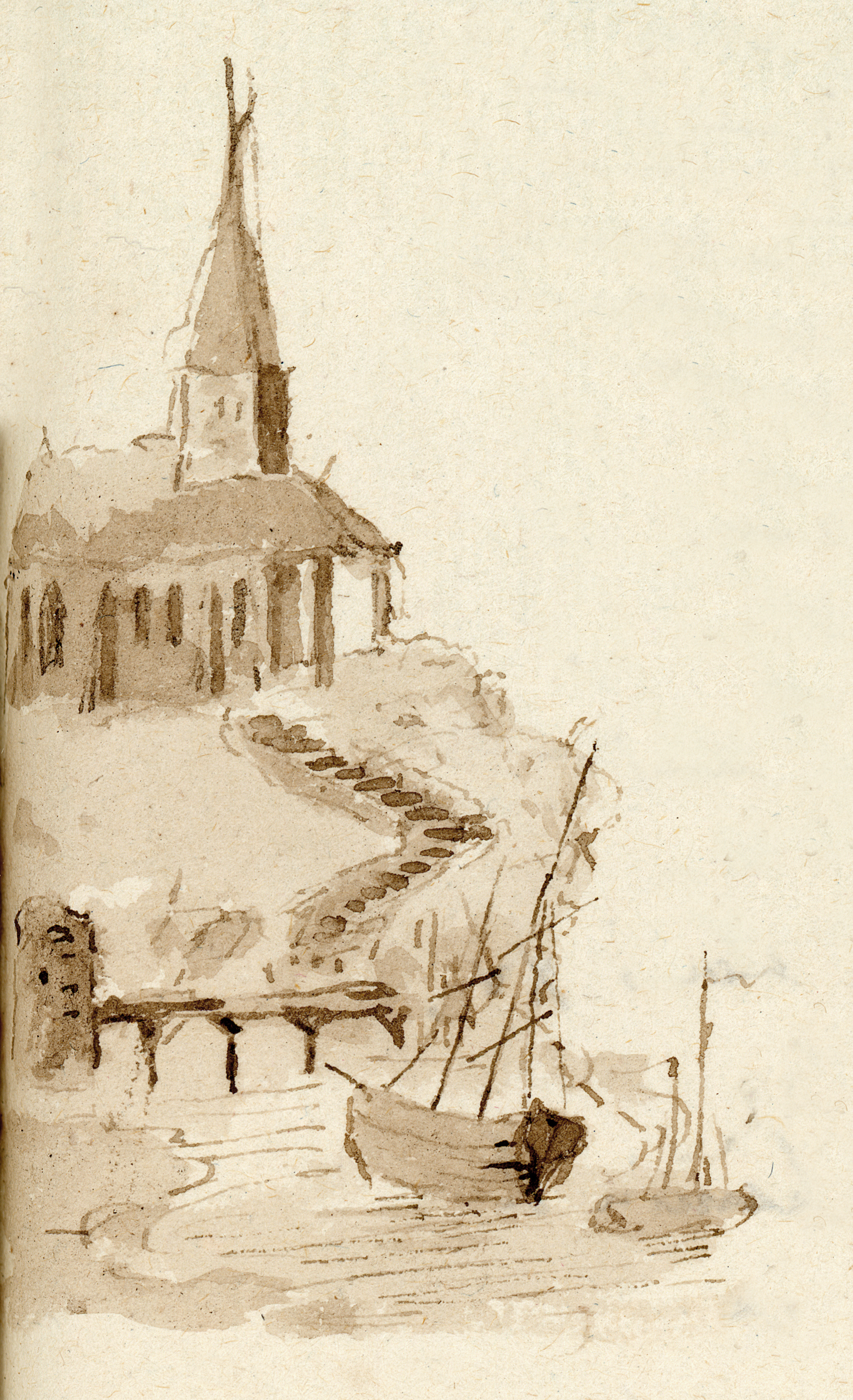
Le Tréport en 1829

## Page de Charles X
En avril 1828 son père meurt brusquement et le roi Charles X, sensible à la situation du jeune homme, l'admet à l'école des Pages, dans les Grandes Écuries de Versailles. On doit alors y passer trois ans, pour sortir officier de cavalerie. La fin de la Restauration brise prématurément cette perspective. Au début des Trois Glorieuses, quand l'insurrection éclate à Paris, le gouverneur des Grandes Écuries retient les pages, puis le 29 juillet 1830 il les libère. Avec ses camarades, Louis se rend à Saint-Cloud pour soutenir le roi, puis avec deux d'entre eux le rejoint dans sa fuite à Rambouillet. Le 1eraoût, Charles X les nomme sous-lieutenants de cavalerie, dans un de ses derniers décrets.
Louis se mêle alors au grand cortège qui accompagne le roi déchu jusqu'à Cherbourg, se faisant apprécier de la duchesse de Berry. Au moment de l'embarquement, il supplie le roi de le laisser partir avec lui pour l'Angleterre, mais il est renvoyé à sa famille.
Il passe alors quelques mois en Normandie, désœuvré, refusant de faire confirmer son brevet d'officier par un gouvernement qu'il ne reconnaît pas. Puis il entend des bruits de mobilisation royaliste en Vendée, et décide de s'y engager. En avril 1831 il s'embarque pour l'Angleterre, rencontre la duchesse de Berry à Bath, puis rejoint Charles X dans son exil écossais.
Il séjourne quelque temps à Holyrood auprès de la famille royale, partage les jeux et la compagnie du jeune duc de Bordeaux, en faveur de qui Charles X a abdiqué et qu'il veut voir régner sous le nom d'Henri V. Il quitte l’Écosse muni de recommandations et d'une mèche de cheveux de l'enfant.

## Conspiration en Vendée
A l'automne on le trouve au château de Landebaudière en Vendée où, sous la direction de Félicie de la Rochejaquelein, il se joint à plusieurs jeunes gens qui préparent le soulèvement souhaité par la duchesse de Berry : Aymard de la Tour du Pin, Tancrède et Louis de Guerry de Beauregard (neveux du général de la Rochejaquelein), et l'artiste Félicie de Fauveau.
Il parcourt la Vendée, chargé d'encourager les partisans de l'insurrection et de les former au maniement des armes. Il se rend aussi plusieurs fois à Nantes où une maison amie accueille et coordonne la conspiration. Pendant cette période vendéenne, pour que sa famille ne soit pas inquiétée il adopte comme nom de guerre (Charles de) "Boisnormand",, ou par les paysans simplement : monsieur Charles.
Le 9 novembre 1831 Landebaudière est cerné par les gendarmes et le groupe est démantelé. Mme de la Rochejaquelein, un moment arrêtée, parvient à s'évader. Félicie de Fauveau est conduite à la prison de Fontenay-le-Comte. Trancrède de Guerry et Louis de Bonnechose prennent la fuite ; ils sont désormais sous mandat d'amener.

## Mort et sépulture
Le 19 janvier 1832 au soir, Louis de Bonnechose arrive à la ferme de la Goyère, dans la commune de St Georges de Montaigu, chez des paysans acquis à sa cause. Un détachement de soldats se présente et fouille la ferme. Louis tue le caporal Ribail qui fait irruption dans sa chambre ; mais alors qu'il tente de s'enfuir, il est grièvement blessé. Un peu plus tard Goureau, le fermier, est tué : sa surdité ne lui a pas permis d'entendre les sommations.
Transporté à l'hôpital de Montaigu, Bonnechose meurt le 20 janvier en proclamant : « Je meurs pour mon Dieu, je meurs pour mon roi. » On trouve sur lui plusieurs médaillons à l'effigie d'Henri V, ornés de rubans blancs et verts, ainsi qu'un bracelet en bronze rivé à son bras, sur lequel est inscrit : « Si j'avance, suivez-moi. »
Depuis sa prison, Félicie de Fauveau apprend la nouvelle. Amie de cœur de Louis, c'est elle qui a gravé le bracelet. Très meurtrie, elle dessine sur les murs de sa cellule le projet d'un « monument à Bonnechose », qu'elle reprendra plus tard pour le faire graver,.
Louis est d'abord inhumé au cimetière de Montaigu, dans le carré des indigents. En novembre 1858, à la demande de la famille de Bonnechose, son compagnon Tancrède de Guerry retrouve ses restes ; ceux-ci sont ré-inhumés le 1er décembre au cimetière St Jacques de Montaigu, après une messe célébrée par Henri de Bonnechose, frère de Louis alors devenu archevêque de Rouen,.

Depuis les années 2000, une rue de Montaigu porte le nom de Louis Charles de Bonnechose.

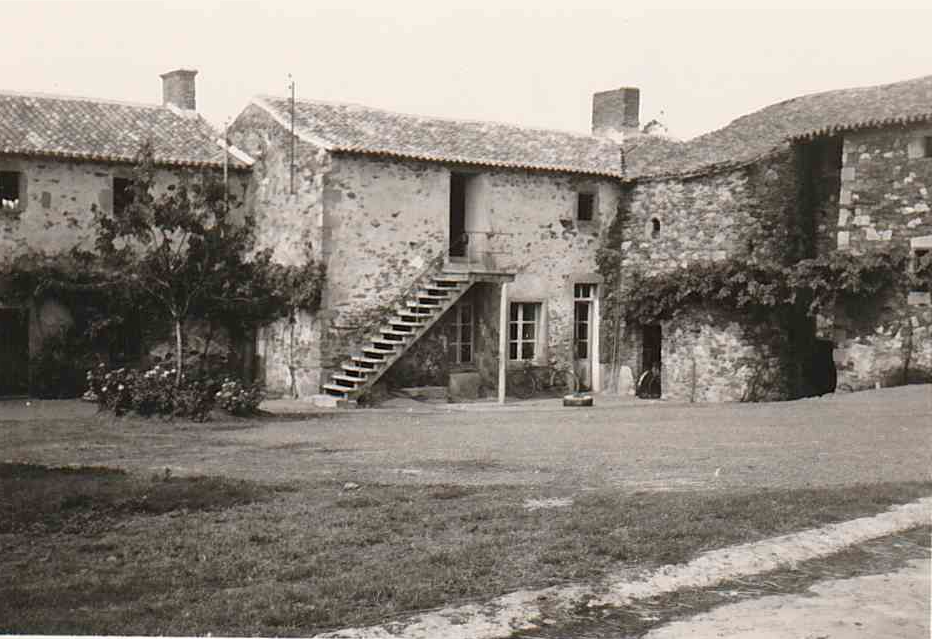
La ferme de la Goyère (au début du XXe siècle)
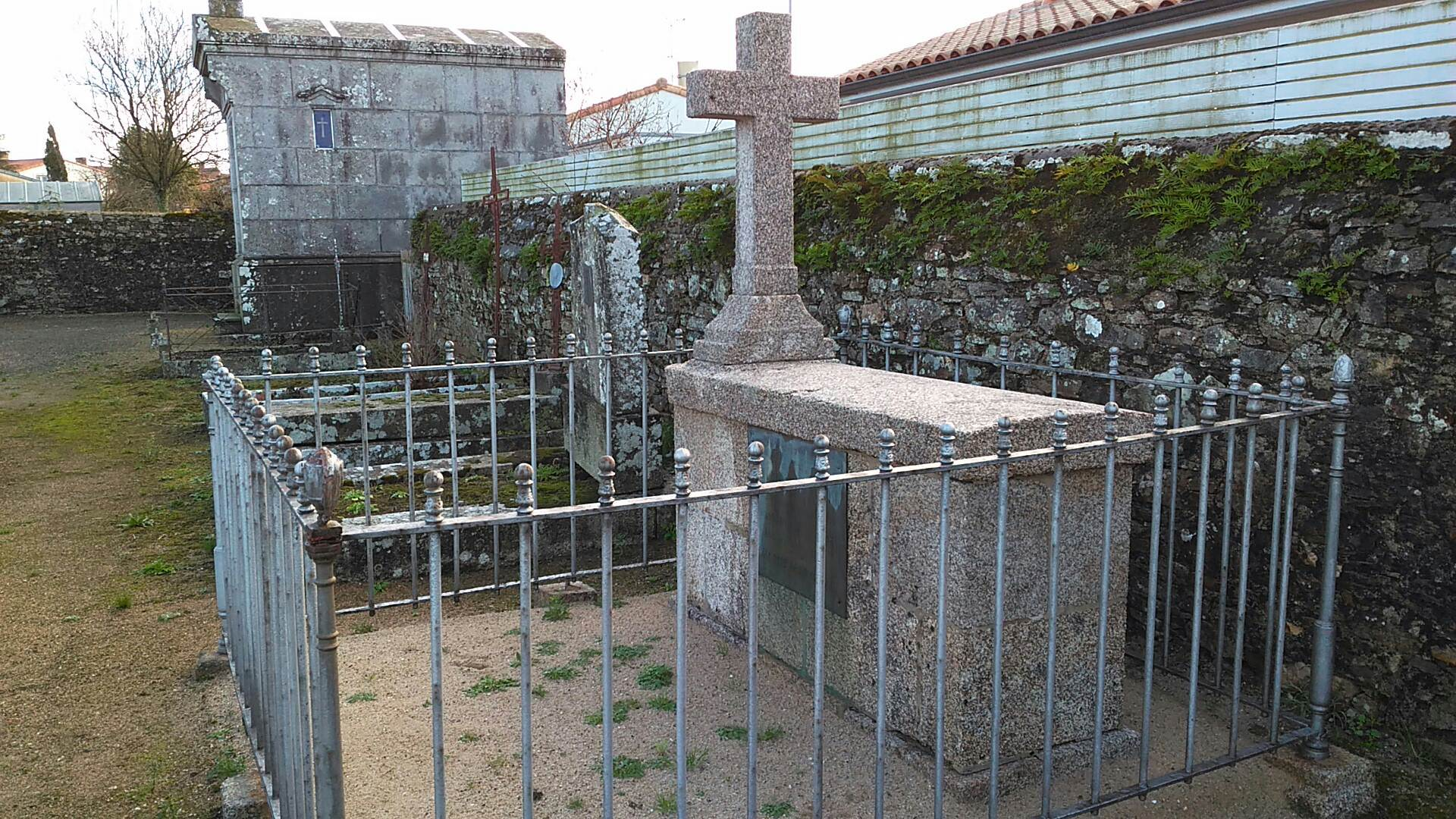
Tombeau de Louis de Bonnechose à Montaigu
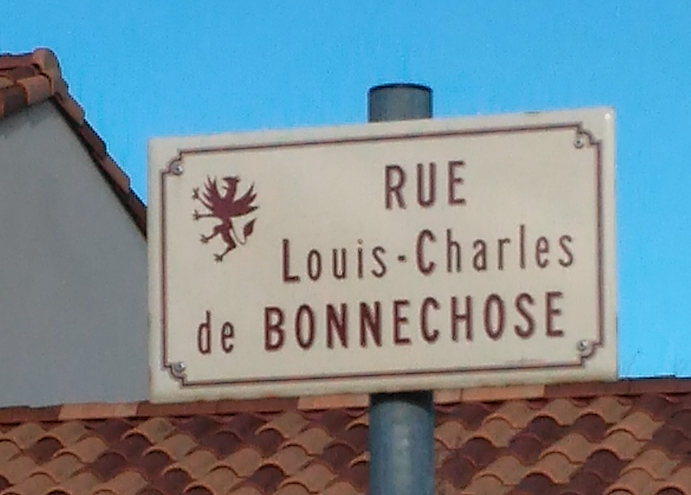
Rue Louis-Charles de Bonnechose, à Montaigu

## Évocation dans les arts

### Images

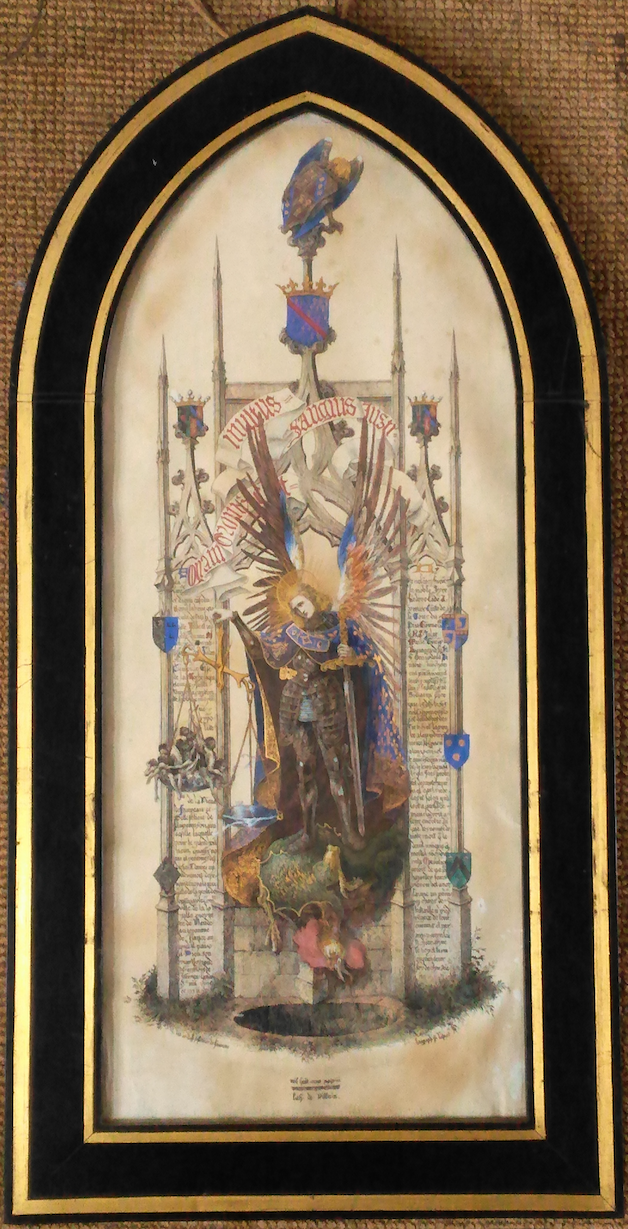
Félicie de Fauveau - Saint Michel terrassant le dragon à tête de coq

- Félicie de Fauveau - Saint Michel terrassant le dragon à tête de coqLe 1er juin 1831, alors que Louis de Bonnechose est à Holyrood, August Édouart réalise de lui une silhouette en habit de cour.
- En 1833, Dulac peint un portrait en estampe, ensuite lithographié par Delaunois; il fait peut-être partie d'une série commandée par l'éditeur Alphonse Fonrouge autour de la duchesse de Berry. L'œuvre est posthume, on n'en connaît pas le modèle. Le visage correspond à la description qu'en fait son neveu : « Sa taille était haute, élégante et flexible. Des cheveux blonds et bouclés encadraient son front ; sa bouche était souriante ; son œil bleu était le rire même. »[29]
- En 1833, Félicie de Fauveau, exilée à Florence, reprend son esquisse de la prison de Fontenay-le-Comte : Saint Michel terrassant le dragon à tête de coq, projet pour un monument à la mémoire de Louis Charles de Bonnechose. L'œuvre est lithographiée par Pierre-Alexandre Lapret. L'archange tient de la main gauche une épée, de l'autre une balance dans laquelle une goutte de sang du jeune martyr pèse plus lourd que tous les ennemis rassemblés. Un écrit se déploie au-dessus de sa tête : Quam gravis est inultus sanguis justi - combien est lourd le sang impuni du juste. Le coq terrassé est celui de Louis-Philippe et de la Révolution de Juillet. Un récit encadre le dessin, qui mentionne les compagnons arrêtés. Louis n'y est pas cité, mais ce sont les armes de la famille de Bonnechose qui surplombent l'ensemble de l'œuvre, portées par un ange douloureux. Et c'est peut-être son visage qui est donné à celui de l'archange doux, triste et aux cheveux blonds bouclés[30].

### Littérature
- Du 9 juillet au 12 août 1831, Alexandre Dumas père séjourne à Trouville[31]. Il dit y avoir rencontré « ce pauvre Bonnechose », et partagé avec lui une partie de chasse[32]. « Un excellent jeune homme, cachant, sous l'air timide d'un gentilhomme campagnard, une certaine science et une profonde résolution. » Selon Alexandre Dumas, Louis de Bonnechose est chargé de la protection de la duchesse de Berry lors de son séjour clandestin en France, et intervient lors d'une chute de la duchesse de la voiture à cheval emballée dans une forte descente[33]. Mais cet événement ayant lieu en mai 1832, il ne peut s'agir de Louis de Bonnechose, qui est mort plusieurs mois auparavant. Dumas dit tenir ses informations du général Dermoncourt, aide de camp de son père, dans un ouvrage de 1834 intitulé La Vendée et Madame qui utilisait lui-même des notes de la duchesse de Berry[34]. Or, dans cet ouvrage, en relatant l'épisode, le général Dermoncourt mentionne seulement un « M. de B...c », que Dumas aura donc transformé en « M. de Bonnechose », rajoutant quelques détails de son crû[35].
- En 1939, Jean de La Varende, dans Le Centaure de Dieu, met en scène un certain Amélien de la Bare, jeune noble normand venu en Vendée à l'appel de Louis, qui aurait été avec lui quelques heures avant son départ tragique pour la Goyère. Il l'identifie au compagnon mystérieux venu organiser son évasion de l'hôpital de Montaigu[36], et lui fait dire que Louis est le dernier chouan, celui « qui tira le suprême coup de feu pour le Roi ». Cet Amélien de la Bare est un personnage fictif, peut-être inspiré de Tancrède de Guerry, et dont La Varende fera l'année suivante un héros de Man'd'Arc[37].